# Гвардия (телесериал)
Гвардия (укр. Гвардія) — украинский военно-драматический мини-сериал режиссёра Алексея Шапарева.

## Сюжет
Действия сериала происходит во время событий евромайдана.

## В ролях
- Алексей Горбунов в роли Деда
- Ахтем Сеитаблаев в роли Татарина
- Дмитрий Ступка в роли Дюка
- Денис Мартынов в роли Бориса
- Виктория Токманенко в роли Марыли
- Дмитрий Тубольцев в роли Вуйко
- Анна Топчий в роли Наты
- Вано Янтбелидзе в роли Гурома

## Производство
Премьера первого сезона, состоящего из четырёх серий, состоялась 23 мая 2015 года, на телеканале 2+2. Премьера второго сезона, состоящего из двух серий, состоялась 14 октября 2017 года.
Из-за конфликта правообладателей с телеканалом, съемки были прекращены, хотя сериал должен был состоять из 12 серий.

## Критика

### Награды и номинации
В 2015 году сериал был номинирован на премию «Телетриумф» в категории «Лучший полнометражный телефильм/мини-сериал» а также за сценарий Николай Рыбалко также был номинирован на премию.